# Damian Cudlin
Damian Shane Cudlin (né le 19 octobre 1982 à Blacktown) est un pilote de vitesse moto australien.
Il court également dans le Championnat du monde FIM d'endurance moto et le championnat allemand IDM Superbike. Il est Champion 2010 IDM Supersport allemand.

## Résultats

### Par saison
| Saison | Catégorie | Moto                    | Course | Victoire | Podium | Pôle | Record du tour | Points | Classement final |
| ------ | --------- | ----------------------- | ------ | -------- | ------ | ---- | -------------- | ------ | ---------------- |
| 2010   | Moto2     | Kalex Moto2             | 1      | 0        | 0      | 0    | 0              | 9      | 31e              |
| 2011   | MotoGP    | Ducati Desmosedici GP11 | 1      | 0        | 0      | 0    | 0              | 0      | NC               |
| 2012   | Moto2     | Bimota HB4              | 2      | 0        | 0      | 0    | 0              | 0*     | NC*              |
| Total  |           |                         | 4      | 0        | 0      | 0    | 0              | 9      |                  |

- * Saison en cours.

### Par catégorie
| Catégorie | Saisons      | 1er Grand Prix | 1er podium   | 1ere victoire | Course | Victoire | Podiums | Pole position | Record du tour | Points | Classement au championnat |
| --------- | ------------ | -------------- | ------------ | ------------- | ------ | -------- | ------- | ------------- | -------------- | ------ | ------------------------- |
| Moto2     | 2010, 2012–  | Allemagne 2010 |              |               | 3      | 0        | 0       | 0             | 0              | 9      | 0                         |
| MotoGP    | 2011         | Japon 2011     |              |               | 1      | 0        | 0       | 0             | 0              | 0      | 0                         |
| Total     | 2010–présent | 2010–présent   | 2010–présent | 2010–présent  | 4      | 0        | 0       | 0             | 0              | 9      | 0                         |

### Courses par année
(Les courses en italiques indique le record du tour)
| Année | Catégorie | Moto       | 1   | 2   | 3   | 4   | 5   | 6   | 7       | 8      | 9   | 10  | 11  | 12  | 13  | 14  | 15      | 16      | 17  | 18  | classement final | Points |
| ----- | --------- | ---------- | --- | --- | --- | --- | --- | --- | ------- | ------ | --- | --- | --- | --- | --- | --- | ------- | ------- | --- | --- | ---------------- | ------ |
| 2010  | Moto2     | Pons Kalex | QAT | SPA | FRA | ITA | GBR | NED | CAT     | GER 7  | CZE | IND | RSM | ARA | JPN | MAL | AUS     | POR     | VAL |     | 31e              | 9      |
| 2011  | MotoGP    | Ducati     | QAT | SPA | POR | FRA | CAT | GBR | NED     | ITA    | GER | USA | CZE | IND | RSM | ARA | JPN Ret | AUS DNS | MAL | VAL | NC               | 0      |
| 2012  | Moto2     | Bimota     | QAT | SPA | POR | FRA | CAT | GBR | NED Ret | GER 22 | ITA | USA | IND | CZE | RSM | ARA | JPN     | MAL     | AUS | VAL | NC*              | 0*     |

- * Saison en cours.